# Chaimowiczia tatus
Chaimowiczia tatus — вид мокриць родини Styloniscidae. Описаний у 2021 році.

## Назва
Видовий епітет tatus відноситься до проєкту Tatus II, експерименту з людського перебування в печері, проведеного в 1987 році в печері Грута-ду-Падре. Під час експерименту група спелеологів перебувала в печері 21 день, виконуючи топографічні та спелеологічні дослідження.

## Поширення
Ендемік Бразилії. Троглобіонт. Мешкає лише у печері Грута-ду-Падре у муніципалітеті Сантана у штаті Баїя на сході країни.